# Pygmaeocereus familiaris
Pygmaeocereus familiaris ist eine Pflanzenart in der Gattung Pygmaeocereus aus der Familie der Kakteengewächse (Cactaceae). Das Artepitheton familiaris stammt aus dem Lateinischen, bedeutet ‚zur Familie gehörig‘ und verweist auf die polsterbildende Wuchsform der Art.

## Beschreibung
Pygmaeocereus familiaris wächst reich verzweigt und bildet Polster mit grünen Trieben von bis 2 Zentimeter Länge und 1 bis 2,2 Zentimeter Durchmesser. Die 10 bis 12 (selten 9 bis 14) Rippen sind 2 bis 3 Millimeter hoch und in Höcker gegliedert. Die 4 bis 10 feinen bis ein wenig kräftigen, braunen bis schwarzen Mitteldornen sind 1 bis 2 Millimeter lang. Die 15 bis 25 weißen Randdornen weisen eine Länge von 1,5 bis 3 Millimeter auf.
Die trichterförmigen, weißen Blüten sind bis 8 Zentimeter lang. Sie haben eine schlanke und lange Blütenröhre. Über die Früchte ist nichts bekannt.

## Verbreitung und Systematik
Pygmaeocereus familiaris ist in der peruanischen Region Arequipa in den Distrikten Chala und Atico verbreitet.
Die Erstbeschreibung erfolgte 1981 durch Friedrich Ritter.

## Nachweise